# Bairros Unidos FC
Bairros Unidos Futebol Clube (també conegut com a Caixão Grande) és un club de futbol de l'illa de São Tomé, a São Tomé i Príncipe. L'equip ha guanyat cinc títols globals. Així, com a Caixão Grande, el club va guanyar el seu primer i únic títol de copa el 1995. És el vuitè i últim equip que va guanyar la seva primera illa i títol nacional el 1996. Sota el nom actual Bairros Unidos, el club va guanyar el seu segon i recent títol de Lliga de São Tomé de futbol el 2001 després de derrotar a GD Sundy de Príncipe (2-0, 4-2 a casa). A nivell nacional per títols és el quart club compartit amb Inter Bom-Bom i Guadalupe, el 2003, la victòria d'Inter Bombom va fer que Bairros Unidos passés al cinquè lloc, en 2012 el va compartir amb Sporting Clube do Príncipe i encara avui es manté. El club va ser relegat a la segona divisió el 2009 després d'estar en els dos últims llocs. El club va tornar de nou a la Primera Divisió de l'illa en els últims anys.

## Títols
- Campeonato Santomense de Futebol: 2
  - 1996, 2001
- Taça Nacional de São Tomé e Príncipe: 1
  - 1995
- Liga Insular de São Tomé: 2
  - 1996, 2001
- Taça Regional de São Tomé: 1
  - 1997

## Resultat del campionat entre illes
| Temporada | Divisió | Posició | Jugats | Guanya | Empata | Perd | GF | GC | GD  | Punts | Copa | Qualificació/descens |
| --------- | ------- | ------- | ------ | ------ | ------ | ---- | -- | -- | --- | ----- | ---- | -------------------- |
| 2011      | 2       | 7       | 21     | 7      | 8      | 6    | 25 | 22 | +3  | 29    |      | Cap                  |
| 2012      | 2       | 2       | 18     | 10     | 3      | 5    | 31 | 21 | +10 | 33    |      | Cap                  |
| 2013      | 2       | 4       | 18     | 8      | 5      | 5    | 30 | 20 | +10 | 29    |      | Cap                  |
| 2014      | 2       | 3       | 18     | -      | -      | -    | -  | -  | -   | -     |      | Cap                  |
| 2015      | 2       |         | 18     | -      | -      | -    | -  | -  | -   | -     |      | Cap                  |
| 2016      | 2       | 2       | 22     | -      | -      | -    | -  | -  | -   | -     |      | Cap                  |
| 2017      | 2       | 3       | 22     | -      | -      | -    | -  | -  | -   | 39    |      | Cap                  |